# 테니아스 케 세르 투 (2018년 텔레노벨라)
《테니아스 케 세르 투》(스페인어: Tenías que ser tú)은 2018년 방영된 멕시코의 텔레노벨라이다.